# Felix De Roy
Félix De Roy (Anversa, 25 luglio 1883 – Anversa, 15 maggio 1942) è stato un giornalista e astronomo belga.

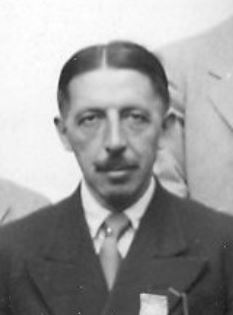

Fu giornalista di diverse testate tra cui, l’ultima, il quotidiano Le Matin di Anversa  dal 1926 al 1940. Da appassionato di astronomia aveva installato un telescopio nel giardino della sua residenza a Mortsel con cui fece numerose osservazioni. Fu tra i fondatori e in seguito presidente della Société d'Astronomie di Anversa ed in regolare contatto con l’Osservatorio Reale a Uccle.  Durante la I guerra mondiale a causa dell'occupazione tedesca di Anversa emigrò a Londra dove continuò le sue osservazioni e  studi aiutato da amici britannici. Fu direttore della Variable Stars Section della British Astronomical Association. Nel 1932 fu a Cambridge (Massachusetts) per un breve periodo presso l'Harvard College Observatory. Nel 1936 ricevette dall’Università di Utrecht la Laurea honoris causa in scienze fisiche e matematiche. Fece parte di commissioni dell'Unione Astronomica Internazionale . Il suo contributo scientifico più importante fu nel campo delle osservazioni delle stelle variabili ma studiò anche asteroidi, comete ed alcune eclissi solari.

## Onorificenze[2]
- Cavaliere dell'Ordine di Leopoldo
- Ufficiale dell'Ordine della Corona
- Cavaliere dell'Ordine di Vasa
- Cavaliere dell'Ordine reale norvegese di Sant'Olav

A Félix De Roy la UAI ha intitolato il cratere lunare De Roy